# کوزمینوفکا (شهرستان استرلیتاماکسکی، باشقیرستان)
کوزمینوفکا (انگلیسی: Kuzminovka, Sterlitamaksky District, Republic of Bashkortostan) یک شهرک در شهرستان استرلیتاماکسکی استان باشقیرستان کشور روسیه است.